# Campeonato Descentralizado 1995
El Campeonato Descentralizado 1995, fue la edición número 69 de la Primera División del Perú, la trigésimo primera desde que se descentraliza en 1966 y la trigésimo primera bajo la denominación de Campeonato Descentralizado. Esta edición se llamó Torneo Ricardo Bentín Grande en honor al hijo de los fundadores del Club Sporting Cristal, Ricardo Bentín y Esther Grande.
El Campeonato Descentralizado de Fútbol Profesional del Perú se llevó a cabo entre los meses de marzo y diciembre de 1995. Participaron 16 equipos, Sporting Cristal logró el bicampeonato mientras que Unión Huaral y León de Huánuco perdieron la categoría.
Por segundo año los celestes lograron el engranaje de un equipo con juego vistoso que no tuvo competencia en el torneo local, las buenas actuaciones de estos dos años le dieron a Juan Carlos Oblitas el crédito para dirigir a la Selección de fútbol de Perú.
El club rimense disputó la 30.ª edición del Campeonato Descentralizado, que fue llamada Ricardo Bentín Grande en honor al hijo de los fundadores del Club Sporting Cristal, Ricardo Bentín y Esther Grande. Los celeste obtuvieron por decimosegunda vez el campeonato nacional y obtuvo también el segundo bicampeonato de su historia.

## Ascensos y descensos
Hubo 2 Descensos en la Temporada 1994 y 2 Ascensos (1 Campeón de Copa Perú, 1 Campeón de Segunda División) en esta Temporada.
Por lo que se Mantienen los 16 equipos para este 1995.
| Posición    | Descendidos a la Copa Perú y Segunda División 1995                     |
| ----------- | ---------------------------------------------------------------------- |
| 15° 1D 1994 | Carlos A. Mannucci (Copa Perú 1995 Región II de la Etapa Regional) (D) |
| 16° 1D 1994 | Defensor Lima (Segunda División 1995) (D)                              |

| Posición         | Ascendidos de la Copa Perú y Segunda División 1994        |
| ---------------- | --------------------------------------------------------- |
| 1. 1º 2D 1994    | Unión Huaral (Segunda División 1994) Asciende             |
| 2. 1º HF CP 1994 | Atlético Torino (Copa Perú 1994 Hexagonal Final) Asciende |

## Equipos participantes
| Equipo              | Ciudad   | Estadio                 | Entrenador             |
| ------------------- | -------- | ----------------------- | ---------------------- |
| Alianza Atlético    | Sullana  | Campeones del 36        | Freddy Ternero         |
| Alianza Lima        | Lima     | Alejandro Villanueva    | Iván Brzic             |
| Aurich-Cañaña       | Chiclayo | Elías Aguirre           | Horacio Baldessari     |
| Atlético Torino     | Talara   | Campeonísimo            | José Carlos Amaral     |
| Ciclista Lima       | Lima     | Municipal de Chorrillos | José Fernández Santini |
| Cienciano           | Cusco    | Garcilaso de la Vega    | Francisco Bertocchi    |
| Deportivo Municipal | Lima     | Municipal de Chorrillos | Julio César Uribe      |
| Deportivo Sipesa    | Chimbote | Manuel Gómez Arellano   | Roberto Chale          |
| León de Huánuco     | Huánuco  | Heraclio Tapia          | Gualberto Martínez     |
| FBC Melgar          | Arequipa | Mariano Melgar          | Héctor Berríos         |
| San Agustín         | Lima     | Nacional de Lima        | Carlos Daniel Jurado   |
| Sport Boys          | Callao   | Nacional de Lima        | César Gonzales         |
| Sporting Cristal    | Lima     | San Martín de Porres    | Juan Carlos Oblitas    |
| Unión Huaral        | Huaral   | Julio Lores Colán       | Roberto Mosquera       |
| Unión Minas         | Pasco    | Daniel Alcides Carrión  | Rafael Castañeda       |
| Universitario       | Lima     | Lolo Fernández          | Sergio Markarián       |

## Torneo Descentralizado
| Pos. | Equipo              | Pts. | PJ | PG | PE | PP | GF | GC | DG  |
| ---- | ------------------- | ---- | -- | -- | -- | -- | -- | -- | --- |
| 1    | Sporting Cristal    | 68   | 30 | 21 | 5  | 4  | 76 | 27 | +49 |
| 2    | Alianza Lima        | 67   | 30 | 22 | 1  | 7  | 53 | 20 | +33 |
| 3    | Universitario       | 63   | 30 | 19 | 6  | 5  | 54 | 26 | +28 |
| 4    | Cienciano           | 53   | 30 | 16 | 5  | 9  | 39 | 33 | +6  |
| 5    | Deportivo Sipesa    | 50   | 30 | 13 | 11 | 6  | 51 | 22 | +29 |
| 6    | FBC Melgar          | 47   | 30 | 13 | 8  | 9  | 41 | 39 | +2  |
| 7    | Deportivo Municipal | 41   | 30 | 11 | 8  | 11 | 43 | 40 | +3  |
| 8    | San Agustín         | 40   | 30 | 11 | 7  | 12 | 38 | 42 | -4  |
| 9    | Sport Boys          | 39   | 30 | 10 | 9  | 11 | 31 | 31 | 0   |
| 10   | Alianza Atlético    | 35   | 30 | 10 | 5  | 15 | 35 | 52 | -17 |
| 11   | Aurich-Cañaña       | 32   | 30 | 7  | 11 | 12 | 39 | 46 | -7  |
| 12   | Unión Minas         | 32   | 30 | 9  | 5  | 16 | 37 | 51 | -14 |
| 13   | Ciclista Lima       | 32   | 30 | 7  | 11 | 12 | 30 | 44 | -14 |
| 14   | Atlético Torino     | 25   | 30 | 6  | 7  | 17 | 16 | 45 | -29 |
| 15   | Unión Huaral        | 23   | 30 | 5  | 8  | 17 | 27 | 50 | -23 |
| 16   | León de Huánuco     | 15   | 30 | 2  | 9  | 19 | 15 | 57 | -42 |

|  | Clasificado al Octogonal Final   |
|  | Descendido a la Segunda División |
|  | Descendido a la Copa Perú        |

### Resultados
| Local \ Visitante   | AAS | ALI | TOR | AUR | CIC | CIE | MUN | SIP | LEO | MEL | AGU | SBA | CRI | HUA | MIN | UNI |
| ------------------- | --- | --- | --- | --- | --- | --- | --- | --- | --- | --- | --- | --- | --- | --- | --- | --- |
| Alianza Atlético    |     | 0–2 | 1–1 | 2–1 | 2–1 | 0–1 | 4–5 | 0–0 | 2–0 | 4–1 | 3–2 | 2–1 | 2–1 | 0–2 | 2–1 | 1–1 |
| Alianza Lima        | 1–0 |     | 1–0 | 2–0 | 2–0 | 3–0 | 3–1 | 2–1 | 3–2 | 1–0 | 3–1 | 1–0 | 0–1 | 2–0 | 6–0 | 6–3 |
| Atlético Torino     | 1–1 | 1–0 |     | 2–3 | 1–3 | 0–1 | 1–0 | 0–4 | 0–0 | 0–0 | 1–2 | 0–4 | 0–2 | 2–1 | 2–0 | 0–1 |
| Aurich-Cañaña       | 4–1 | 2–1 | 0–0 |     | 1–2 | 1–2 | 2–2 | 1–1 | 6–1 | 1–1 | 1–0 | 1–1 | 0–1 | 2–2 | 2–1 | 2–2 |
| Ciclista Lima       | 3–0 | 0–1 | 0–1 | 0–0 |     | 1–0 | 0–0 | 1–1 | 1–0 | 1–1 | 1–1 | 1–1 | 1–0 | 1–1 | 1–1 | 0–1 |
| Cienciano           | 1–2 | 1–0 | 2–0 | 1–0 | 5–1 |     | 2–0 | 1–0 | 1–1 | 1–2 | 1–0 | 2–0 | 4–4 | 3–1 | 3–1 | 2–0 |
| Deportivo Municipal | 1–0 | 0–1 | 3–1 | 4–1 | 5–0 | 2–0 |     | 0–0 | 2–1 | 3–0 | 1–2 | 2–2 | 0–2 | 1–0 | 3–2 | 0–2 |
| Deportivo Sipesa    | 3–0 | 1–0 | 0–1 | 2–1 | 2–0 | 2–0 | 0–0 |     | 6–0 | 5–0 | 4–1 | 3–0 | 2–2 | 1–0 | 3–0 | 1–2 |
| León de Huánuco     | 0–0 | 0–3 | 0–0 | 2–0 | 1–2 | 0–0 | 1–3 | 1–1 |     | 0–1 | 1–1 | 0–2 | 1–3 | 2–0 | 1–1 | 0–3 |
| Melgar              | 2–0 | 1–1 | 5–0 | 2–2 | 4–1 | 1–2 | 0–0 | 0–0 | 0–0 |     | 2–0 | 3–0 | 2–1 | 3–1 | 3–1 | 0–5 |
| San Agustín         | 2–1 | 1–2 | 4–1 | 1–0 | 2–2 | 0–1 | 2–1 | 2–2 | 2–0 | 2–1 |     | 1–1 | 0–3 | 1–0 | 3–0 | 0–1 |
| Sport Boys          | 2–0 | 0–1 | 1–0 | 0–0 | 1–1 | 0–0 | 0–0 | 0–0 | 3–0 | 1–2 | 2–1 |     | 0–2 | 3–0 | 2–1 | 1–2 |
| Sporting Cristal    | 4–1 | 2–1 | 3–0 | 6–2 | 3–2 | 6–0 | 3–1 | 3–2 | 3–0 | 4–0 | 3–0 | 4–0 |     | 3–3 | 5–1 | 0–0 |
| Unión Huaral        | 2–1 | 0–2 | 1–0 | 1–1 | 4–2 | 1–1 | 1–1 | 2–4 | 2–0 | 0–1 | 1–1 | 0–2 | 0–1 |     | 0–0 | 0–3 |
| Unión Minas         | 4–0 | 2–1 | 2–0 | 2–0 | 2–1 | 2–0 | 2–1 | 0–0 | 3–0 | 1–3 | 1–2 | 0–1 | 0–0 | 4–0 |     | 1–2 |
| Universitario       | 2–3 | 0–1 | 0–0 | 1–2 | 0–0 | 2–1 | 5–1 | 2–0 | 3–0 | 1–0 | 1–1 | 1–0 | 2–1 | 2–1 | 4–1 |     |

## Octogonal Final
El Octogonal final consistió en partidos de ida y vuelta entre los ocho primeros puestos del Torneo Descentralizado, todos los equipos mantuvieron los puntos ganados en el Descentralizado. Sporting Cristal se consagró campeón del certamen mientras que Alianza Lima y Universitario de Deportes jugaron un partido extra por el cupo a la Copa Libertadores.
El goleador del torneo fue el delantero brasileño Julinho, con 23 tantos.
| Pos. | Equipo              | Pts. | PJ | PG | PE | PP | GF | GC | DG  |
| ---- | ------------------- | ---- | -- | -- | -- | -- | -- | -- | --- |
| 1    | Sporting Cristal    | 96   | 44 | 29 | 9  | 6  | 98 | 36 | +62 |
| 2    | Alianza Lima        | 84   | 44 | 26 | 6  | 12 | 70 | 32 | +38 |
| 3    | Universitario       | 84   | 44 | 25 | 9  | 10 | 70 | 37 | +33 |
| 4    | Cienciano           | 71   | 44 | 21 | 8  | 15 | 58 | 55 | +3  |
| 5    | Deportivo Sipesa    | 68   | 44 | 18 | 14 | 12 | 71 | 39 | +32 |
| 6    | Deportivo Municipal | 62   | 44 | 17 | 11 | 16 | 64 | 62 | +2  |
| 7    | FBC Melgar          | 62   | 44 | 17 | 11 | 16 | 52 | 57 | -5  |
| 8    | San Agustín         | 53   | 44 | 14 | 11 | 19 | 53 | 72 | -19 |

|  | Campeón y clasificado a la Copa Libertadores |
|  | Definición por el subcampeonato              |

|                              |
| Bicampeón Nacional           |
| Sporting Cristal 12.º título |

### Resultados
| Local \ Visitante   | ALI | CIE | SIP | MUN | MEL | AGU | CRI | UNI |
| ------------------- | --- | --- | --- | --- | --- | --- | --- | --- |
| Alianza Lima        |     | 0–1 | 3–0 | 0–1 | 1–1 | 4–1 | 2–2 | 0–0 |
| Cienciano           | 1–0 |     | 1–1 | 4–1 | 1–1 | 6–0 | 0–0 | 1–0 |
| Deportivo Sipesa    | 0–0 | 6–0 |     | 2–1 | 2–0 | 2–0 | 0–0 | 1–0 |
| Deportivo Municipal | 0–3 | 3–2 | 2–1 |     | 1–0 | 5–3 | 0–1 | 2–2 |
| Melgar              | 3–1 | 2–0 | 2–1 | 1–3 |     | 0–0 | 0–1 | 1–0 |
| San Agustín         | 1–1 | 2–0 | 3–1 | 1–1 | 2–0 |     | 1–4 | 1–1 |
| Sporting Cristal    | 1–1 | 3–0 | 3–2 | 1–0 | 2–0 | 4–0 |     | 0–1 |
| Universitario       | 0–1 | 3–2 | 2–1 | 1–1 | 3–0 | 1–0 | 2–0 |     |

### Subcampeonato
| 27 de diciembre de 1995 | Alianza Lima | 0:1 (0:0) | Universitario | Estadio Nacional, Lima     |                            |
|                         |              |           | Martínez 85'  | Árbitro(s): Alberto Tejada | Árbitro(s): Alberto Tejada |

Universitario se consagró subcampeón nacional y clasificó a la Copa Libertadores, mientras que Alianza Lima se quedó con el cupo a la Copa Conmebol.

## Estadísticas

### Máximos goleadores
Lista con los máximos goleadores de la competencia.
| Jugador                                | Equipo                    | Goles |
| -------------------------------------- | ------------------------- | ----- |
| Julinho                                | Sporting Cristal          | 23    |
| Alfredo Carmona                        | Deportivo Municipal       | 22    |
| Alberto Ramírez                        | Deportivo Sipesa          | 21    |
| Jorge Lazo                             | F. B. C. Melgar           | 19    |
| Germán Carty                           | Universitario de Deportes | 17    |
| Waldir Sáenz                           | Alianza Lima              | 15    |
| Daniel Torres                          | Unión Minas               | 14    |
| Ernesto Zapata                         | San Agustín               | 14    |
| Paul Cominges                          | Cienciano                 | 13    |
| José Pereda                            | Cienciano                 | 13    |
| Nolberto Solano                        | Sporting Cristal          | 12    |
| Roberto Martínez                       | Universitario de Deportes | 11    |
| Flavio Maestri                         | Sporting Cristal          | 11    |
| César Rosales                          | Alianza Lima              | 10    |
| Roberto Palacios                       | Sporting Cristal          | 10    |
| Jorge Ramírez                          | Alianza Lima              | 9     |
| Sergio Ibarra                          | Alianza Atlético          | 9     |
| Darío Muchotrigo                       | Alianza Lima              | 9     |
| Jorge Soto                             | Sporting Cristal          | 8     |
| Mario Sciaqua                          | F. B. C. Melgar           | 8     |
| Ismael Montesinos                      | León de Huánuco           | 8     |
| Actualizado el 22 de noviembre de 2019 |                           |       |